# Agelaeopsylla maculatae
Agelaeopsylla maculatae är en insektsart som beskrevs av Taylor 1990. Agelaeopsylla maculatae ingår i släktet Agelaeopsylla och familjen rundbladloppor. Inga underarter finns listade i Catalogue of Life.